# گورستان کول گدیک
گورستان کول گدیک مربوط به عصر آهن است و در شهرستان کوثر، بخش فیروز، دهستان زرج آباد، روستان زناب واقع شده و این اثر در تاریخ ۲۶ اسفند ۱۳۸۷ با شمارهٔ ثبت ۲۵۸۲۵ به‌عنوان یکی از آثار ملی ایران به ثبت رسیده است.